# 邑南町立瑞穂中学校
邑南町立瑞穂中学校(おおなんちょうりつみずほちゅうがっこう)は、島根県邑智郡邑南町にある公立学校。

## 沿革
- 1974年4月1日-瑞穂町立瑞穂中学校として開校。
- 2004年10月- 町村合併による邑南町発足に伴い、校名を邑南町立瑞穂中学校と改称。
- 2014年12月-プール解体

## 部活動
- 陸上部
- 野球部
- ソフトテニス部
- 吹奏楽部

## 校歌
作詞木島俊太郎、作曲長岡敏夫

## 関係項目
- 島根県
- 邑智郡
- 邑南町
- 瑞穂町